# Lauriane Mary
Lauriane Mary (ur. 15 października 1982) – francuska zapaśniczka walcząca w stylu wolnym. Zajęła szóste miejsce na mistrzostwach świata w 2002. Siódma w Pucharze Świata w 2001.
Mistrzyni Francji w 2004, druga w 2001, 2002 i 2003, a trzecia w 2007 roku.